# Фолмар фон Оксенщайн
Фолмар фон Оксенщайн (на немски: Volmar von Ochsenstein; † 1426) е господар на господството и замък Оксенщайн в Елзас.

## Произход
Той е син на Рудолф II фон Оксенщайн († 1400) и втората му съпруга Кунигунда фон Геролдсек-Вазихен († 1403), вдовица на Улрих IV фон Раполтщайн († 1377), дъщеря на Фридрих фон Геролдсек-Вазихен († 1369) и Валпургис фон Лютцелщайн († 1406). Брат е на Фридрих († 1411), женен пр. 12 януари 1405 г. за графиня Елизабет фон Цвайбрюкен-Бич († сл. 1412), Йохан († април 1456, Страсбург, има четири деца), фрайхер на Оксенщайн, Криспиан фон Оксенщайн († сл. 1412), Клара фон Оксенщайн († ок. 1425), омъжена за Улрих I фон Ратзамхаузен († 1459), и на Агнес фон Оксенщайн († сл. 21 март 1438), омъжена I. през октомври 1402 г. за Еберхард фон Рамберг († 1404), II. на 22 януари 1411 г. за Хайнрих VIII Байер фон Бопард-Брухкастел-Фалкенберг († 1431), III. пр. 21 март 1438) за Йохан II фон Хоен-Геролдсек юбер Рейн († 1453), син на Валтер VIII фон Геролдсек († ок. 1432) и Елизабет фон Лихтенберг († сл. 1427).

## Фамилия
Фолмар фон Оксенщайн се жени на 24 май 1421 г. за Аделхайд фон Хоен-Геролдсек († 1454), дъщеря на Валтер VIII фон Геролдсек († ок. 1432) и Елизабет фон Лихтенберг († сл. 1427), дъщеря на Конрад II фон Лихтенберг († 1390) и Йохана фон Бланкенберг-Бламонт († сл. 1422). Те имат две деца:
- Георг фон Оксенщайн († март 1485, Хайделберг), женен на 6 май 1459 г. за Анна фон Цвайбрюкен-Бич († сл. 1496), внучка на Ханеман II фон Цвайбрюкен-Бич († ок. 1418), дъщеря на граф Фридрих II фон Цвайбрюкен-Бич († 1474) и рауграфиня Анна фон Салм-Нойенбаумберг († 1457)
- Кунигунда фон Оксенщайн (* пр. 1422; † 27 февруари 1443), сгодена на 1 октомври 1440 г. омъжена на 26 януари 1442 г. за граф Хайнрих I фон Цвайбрюкен-Оксенщайн-Бич († 1453), внук на Ханеман II фон Цвайбрюкен-Бич († ок. 1418), син на граф Симон IV фон Цвайбрюкен-Бич († 1406/1407) и Хилдегард фон Лихтенберг († сл. 1436)